# لی اسنودن

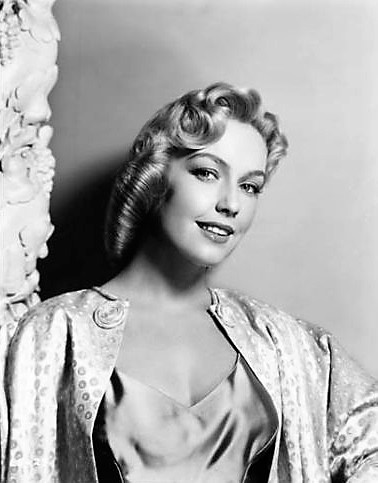

لی اسنودن (انگلیسی: Leigh Snowden؛ ۲۳ ژوئن ۱۹۲۹ – ۱۶ مه ۱۹۸۲(۱۹۸۲-۰۵-۱۶)) یک هنرپیشه اهل ایالات متحده آمریکا در فیلم‌های سینمایی و تلویزیونی بود. اسنودن مارتا لی استس در ممفیس، تنسی، ایالات متحده به دنیا آمد. پدرش در سه سالگی درگذشت، استس و مادرش به کاوینگتون، تنسی نقل مکان کردند. هنگامی که او ۱۶ ساله بود، استس با همکلاسی خود، جیمز اسنودن، ازدواج کرد و با او به سانفرانسیسکو، کالیفرنیا نقل مکان کرد. لی و جیمز اسنودن پس از تولد دو فرزند، یک دختر و یک پسر، طلاق بدون مناقشه گرفتند و لی حضانت فرزندان را به دست آورد. اسنودن در ۱۶ مه ۱۹۸۲ در ۵۲ سالگی بر اثر سرطان در شمال هالیوود کالیفرنیا درگذشت.

## فیلم‌شناسی

### فیلم
| سال  | عنوان                      | نقش             | یادداشت    |
| ---- | -------------------------- | --------------- | ---------- |
| ۱۹۵۵ | مرا ببوس مرگبار            | کیک پنیر        |            |
| ۱۹۵۵ | فرانسیس در نیروی دریایی    | پرستار اپلبی    |            |
| ۱۹۵۵ | تمام آنچه بهشت اجازه می‌دهد | جو-آن گریسبی    |            |
| ۱۹۵۵ | جنگل مربع                  | لورین ایوانز    |            |
| ۱۹۵۶ | موجود در میان ما راه می‌رود | مارسیا بارتون   |            |
| ۱۹۵۶ | خارج از قانون              | ماریا کریون     |            |
| ۱۹۵۶ | سالهای پوست خام            | خانم وانیل بیسل |            |
| ۱۹۵۶ | من قبلاً زندگی کرده‌ام       | لوئیس گوردون    |            |
| ۱۹۵۶ | معماهای ریتم               | لی              | فیلم کوتاه |
| ۱۹۵۷ | هات راد رامبل              | تری وارن        |            |
| ۱۹۶۱ | کومانچروس                  | آدا بل          | بی‌اعتبار   |

### تلویزیون
| سال       | عنوان             | نقش                       | یادداشت                         |
| --------- | ----------------- | ------------------------- | ------------------------------- |
| ۱۹۵۴      | برنامه جک بنی     | دخترزیبا                  | قسمت: "زندگی جک بنی"            |
| ۱۹۵۵      | استودیو ۵۷        |                           | اپیزود: "اراده برای زنده ماندن" |
| ۱۹۵۵      | نمایش میکی رونی   | مونا سندرز                | اپیزود: "Star Struck"           |
| ۱۹۵۵      | ویدئو تئاتر لوکس  | هانی بنسون / دایان باکستر | ۲ قسمت                          |
| ۱۹۵۵–۱۹۵۹ | نمایش باب کامینگز | دختر کر / سینتیا / دوریس  | ۳ قسمت                          |
| ۱۹۵۸      | این آلیس است      | بتی لو                    | ۳ قسمت                          |
| ۱۹۵۹      | ترکیب             | هلن                       | قسمت: "چاقوی انتقام جو"         |
| ۱۹۶۰      | طناب محکم!        | آب نبات                   | قسمت: "سه تا آماده"             |
| ۱۹۶۰      | پدر لیسانس        | الین بیکر                 | قسمت: "جایی که اراده ای هست"    |
| ۱۹۶۱      | کارآگاهان         | سوزی                      | قسمت: "یک استراحت خوش شانس"     |